# 钱智民
钱智民（1960年11月—），江苏宜兴人。中共第十八、十九届中央候补委员。

## 生平
1985年加入中国共产党。上海交通大学核动力工程专业毕业，工学硕士，研究员级高级工程师。历任广东核电合营有限公司处长、办公厅副主任；岭澳核电有限公司副经理、经理、副总经理；中国广东核电集团有限公司副总经理、总经理、党组书记、董事长；国家能源局副局长等职。2012年5月出任中国核工业集团公司总经理。同年11月当选中国共产党第十八届中央委员会候补委员。2008年，当选第十一届全国政协委员，代表经济界，分入第三十四组。2017年10月，中国共产党第十九次全国代表大会上当选中国共产党第十九届中央委员会候补委员。